# Howard Vernon
Howard Vernon (eigentlich Mario Walter Lippert; * 15. Juli 1908 in Baden-Baden, Großherzogtum Baden; † 25. Juli 1996 in Issy-les-Moulineaux, Frankreich) war ein schweizerisch-französischer Schauspieler mit langjähriger, internationaler Tätigkeit in Rollen sadistischer Edelschurken und kalter NS-Uniformträger sowie späterer Karriere beim europäischen Trashfilm.

## Die frühen Jahre im Hotelgewerbe
Der Sohn des deutschen Hoteliers Julius Joseph Lippert und der Deutschen Doris Hermine Frieda geb. Häffner ging in Bern und Nizza zur Schule (bzw. Handelsschule), wo der perfekt deutsch- und englischsprachige Künstler auch die französische Sprache erlernte. Anschließend wechselte er in die Hotelbranche. Von 1932 bis 1934 arbeitete Howard Vernon an der Rezeption diverser Luxushotels in der Schweiz (Luzern, St. Moritz), in Frankreich und Ägypten.

## Erste Kontakte zur Schauspielerei
Anschließend ging er nach Berlin und ließ sich dort zum klassischen Schauspieler ausbilden. Wieder in Zürich, setzte er seine Lehrzeit unter dem in die Schweiz geflohenen Schauspieler Erwin Kalser fort und absolvierte erste (noch winzige) Theaterauftritte. Einen frühen kleinen Erfolg feierte der 1938 für einige Zeit nach London übergesiedelte Vernon mit einer eigens einstudierten Bühnennummer, bis er kurz vor Ausbruch des Zweiten Weltkriegs nach Paris geholt und als Entertainer an das Casino de Paris verpflichtet wurde. Anschließend an das Revuetheater Alcazar engagiert, hatte er vor allem mit der Revue Beauté des femmes bis zum Spätherbst 1940 Erfolg. Während des Besatzungszeit blieb der als neutraler Staatsbürger ungefährdete Vernon in Paris, gab u. a. Englisch-Unterricht und trat an diversen Cabarets der Hauptstadt auf.

## Beginn der Filmlaufbahn
Vernons Abenteuer- und Vagabundierlust trieb ihn noch während des Krieges erneut nach Großbritannien, wo er sich 1944 bei der Londoner BBC als Sprecher verdingte. Gleich nach der Befreiung von Paris stand er schon wieder auf dortigen Bühnen und erzielte mit seiner Rolle des Deutschen in dem dramatischen Stück Un ami viendra ce soir einen Achtungserfolg. Diese Rolle wiederholte Vernon wenige Monate später auch im Film, bei dem er ab 1945 Unmengen kleinerer und mittelgroßer Rollen, gelegentlich auch Hauptrollen spielen sollte. Vor allem sein mit besten Manieren ausgestatteter, die französische Kultur liebender deutscher Wehrmachtsleutnant Werner von Ebrennac in Jean-Pierre Melvilles Umsetzung des Vercors-Romans Le silence de la mer machte ihn in Frankreich schlagartig bekannt: Es sollte seine eindringlichste Leistung werden.
In den darauffolgenden Jahren wirkte Vernon vor allem in französischen, aber auch in einigen spanischen Produktionen mit. Als sich Mitte der 50er Jahre auch das bundesdeutsche Kino für ihn zu interessieren begann, nahm ihn die Münchner Filmagentur Palz unter Vertrag. Vernon war durch seine Rollentypisierung fortan auf jede Art formvollendeter Schurken mit Glacéhandschuhen abonniert. Er spielte immer wieder eiskalte Verbrecher, denen der Hochmut ins Gesicht geschrieben schien. Regelmäßig sah man den Schweizer auch NS-Offiziere oder einfache Wehrmachtssoldaten spielen.

## Karriere als Trashfilm-Star
Ab 1965 nahm seine Karriere eine entscheidende Wendung. Vernon, der bereits vier Jahre zuvor in Jesús Franco Maneras erstem Gruselfilm-Erfolg Gritos en la noche an zentraler Stelle mitgewirkt hatte, konzentrierte sich in den kommenden anderthalb Jahrzehnten primär auf die Mitwirkung in billigen und bisweilen drittklassigen Horrorfilmen, die im Laufe der Jahre bei einer treuen Fangemeinde Kultfilmstatus erreichten, sowie auf voyeuristische, sadomasochistische Sexfilme – inszeniert vom Trashfilm-Spezialisten Franco Manera. Der Spanier betraute Vernon fast durchgehend mit Hauptrollen und ließ ihn sadistische Dunkelmänner und düstere Schlossbesitzer sowie sinistre, skrupellose und durchweg amoralische Verbrechergenies, dämonische Mediziner, Folterknechte, gruselige Grafen und Pseudowissenschaftler spielen. Unter seinem Geburtsnamen Mario Lippert fungierte er bei diesen günstigen, mit sehr kleinen Technik-Crews hergestellten Filmen, häufig zusätzlich als Set-Fotograf.
Neben seiner Mitwirkung in Kultfilmen wie Die Nacht der offenen Särge, Mädchen für intime Stunden und Frauen für Zellenblock 9 war Vernon immer wieder auch in intellektuellen Filmen zu sehen, wie etwa in Jean-Marie Straubs Der Tod des Empedokles und in Jean-Pierre Jeunets skurril-surrealem Filmmärchen Delicatessen.

## Filmografie (Auswahl)
- 1945: Un ami viendra ce soir
- 1945: Boule de suif
- 1945: Jéricho
- 1946: Les Chouans
- 1946: La foire aux chimères
- 1947: Das Spiel ist aus (Les Jeux sont faits)
- 1948: Das Schweigen des Meeres (Le silence de la mer)
- 1948: Der hinkende Teufel (Le Diable boiteux)
- 1949: Der Mann vom Eiffelturm (The Man on the Eiffel-Tower)
- 1949: Ritter seines Königs (Du Guesclin)
- 1950: Der schwarze Jack (Black Jack)
- 1950: Das dunkelrote Siegel (The Elusive Pimpernel)
- 1950: Rhythmus der Nacht (Boîte de nuit)
- 1951: Die Taverne von New Orleans (Adventures of Captain Fabian)
- 1952: Das Geheimnis vom Bergsee
- 1952: Sommernächte mit Manina (Manina, la fille sans voile)
- 1953: Lucrezia Borgia (Lucrèce Borgia)
- 1953: Im Banne des blonden Satans (Le môme vert le gris)
- 1953: Versailles – Könige und Frauen (Si Versailles m'était conté)
- 1954: Phantom des großen Zeltes
- 1955: Napoleon (Napoléon)
- 1955: Drei Uhr nachts (Bob le flambeur)
- 1955: 08/15 in der Heimat
- 1956: Piraten im Frack (Alerte aux Canaries)
- 1956: Hyänen unter sich (Jusqu’au dernier)
- 1957: Der Herr im ersten Stock
- 1958: Dr. Crippen lebt
- 1958: Guten Tag, ich bin ihr Mörder (Sursis pour un vivant)
- 1959: Nathalie spielt Geheimagentin (Nathalie, agent secret)
- 1959: Heiße Ware
- 1959: Interpol contra X (Interpol contre X)
- 1960: Division Brandenburg
- 1960: Die 1000 Augen des Dr. Mabuse
- 1961: Geheime Wege (The Secret Ways)
- 1961: Eva und der Priester (Léon Morin, prêtre)
- 1961: Schreie durch die Nacht (Gritos en la noche)
- 1962: Bienvenido, padre Murray
- 1962: Zorro – das Geheimnis von Alamos (La venganza del Zorro)
- 1963: Laster und Tugend (Le vice et la vertu)
- 1964: Lemmy Caution gegen Alpha 60
- 1964: Der Zug (The Train)
- 1965: Was gibt’s Neues, Pussy?
- 1965: Der Zug zur Hölle (Le train d’enfer)
- 1965: Der Mord als schöne Kunst betrachtet (De l’assassinat considéré comme un des beaux-arts)
- 1965: Erotik in der Folterkammer (Solo un ataud)
- 1965: Das Geheimnis des Dr. Z. (Le diabolique docteur Z.)
- 1965: Taiwo Shango: Der 2. Tag nach dem Tod
- 1966: Die Beute (La curée)
- 1966: Mohn ist auch eine Blume (The Poppy is Also a Flower)
- 1966: Die Nacht der Generale (The Night of the Generals)
- 1966: Renn nicht ins offene Messer (Le Chien fou)
- 1966: Spion zwischen 2 Fronten (Triple Cross)
- 1967: Necronomicon – Geträumte Sünden
- 1968: Im Schloß der blutigen Begierde
- 1968: Mayerling
- 1969: Marquis de Sade: Justine
- 1969: Die geschändete Rose (La Rose écorchée)
- 1970: Der Hexentöter von Blackmoor (El proceso de las brujas)
- 1970: In den Krallen des Unsichtbaren (La Vie amoureuse de l’homme invisible)
- 1970: Sie tötete in Ekstase
- 1970: Der Teufel kam aus Akasawa
- 1970: X 312 – Flug zur Hölle
- 1971: Jungfrauenreport
- 1971: Der letzte Tanz des blonden Teufels (Un beau monstre)
- 1971: Robinson und seine wilden Sklavinnen
- 1972: Das Auge des Bösen (Casa d'appuntamento)
- 1972: Die Nonnen von Clichy (Les Démons)
- 1972: Die Nacht der offenen Särge
- 1973: Plaisirs à trois
- 1973: La comtesse perverse
- 1974: Mädchen für intime Stunden (Célestine, bonne à tout faire)
- 1974: Mit Rose und Revolver (Les Brigades du Tigre) (Fernsehserie, 1 Folge)
- 1975: Die letzte Nacht des Boris Gruschenko
- 1975: L’assassin musicien
- 1977: Le Théâtre des matières
- 1977: Frauen für Zellenblock 9
- 1979: Nur drei kamen durch (Contro 4 bandiere)
- 1980: Dr. Jekyll et les femmes
- 1981: Loin de Manhattan
- 1982: El siniestro doctor Orloff
- 1983: Die Rache des Hauses Usher (Neurosis)
- 1984: Der Tiefflieger (Le fou du roi)
- 1984: Sac de nœuds
- 1985: Blick in den Spiegel (Regard dans le miroir)
- 1986: Letzter Sommer in Tanger (Dernier été à Tanger)
- 1986: Angel of Death (Commando Mengele)
- 1987: Der Tod des Empedokles
- 1988: Faceless (Les prédateurs de la nuit)
- 1989: Le Champignon des Carpathes
- 1990: Delicatessen
- 1990: Im Banne der Schlange (La part du serpent)
- 1991: Faux rapports
- 1993: Hey Stranger
- 1995: Le rocher d’Acapulco
- 1995: Banqueroute (UA: 2000)